# Иноуэ, Нориаки
Нориаки Иноуэ (яп. 井上 鑑昭 Иноуэ Нориаки, 3 декабря 1902 — 13 апреля 1994) — японский айкидока
Нориаки Иноуэ родился в селе Акицу уезда Танабэ префектуры Вакаяма (в настоящее время город Танабэ), в богатой семье, имеющей бизнес в торговле с заграницей. Племянник Морихэя Уэсибы, создателя айкидо, детство провел в его доме в Танабэ. Вместе с дядей поехал осваивать целину на Хоккайдо, занимался у него с 1921 года. С 10 лет Нориаки изучал дзюдо под руководством инструктора Киёити Такаги.
До 1956 года занимался распространением Айкибудо. Даже руководил в 1933-37 гг. главным додзё, когда была создана Всеяпонская Ассоциация содействия Развитию Будо (Будосэнъёкай), основанной Уэсибой под патронажем религиозной секты Оомото-кё. Был кандидатом в преемники в айкидо, но что-то не сложилось и пути дяди и племянника в будо разошлись. Главный корень разногласий лежал в понимании энергии Ки в будо.
Нориаки Иноуэ критически относился как к древним будзюцу и к современным ему видам будо. Во время пребывания на Хоккайдо с дядей они вместе посетили мастера Дайто-рю Айки-дзюцу Сокаку Такэду, который предложил Нориаки заниматься с дядей у него. Нориаки же при всех заявил: «Мне не нравятся ваши тренировки, и я не буду с вами тренироваться. Толку от ваших тренировок нет никакого». Иноуэ считал, что энергия Ки в этой школе используется неправильно.
Позже основал своё собственный вид айкидо, который сначала имел название Синватайдо (親和体道) а затем — Синъэйтайдо (親英体道), который он развивал в рамках боевых искусств оомото — оомото-будо. По словам самого Нориаки Иноуэ, синъэйтайдо можно назвать «Ки-но будо» — «воинский путь Ки».
Умер 13 апреля 1994 года.
Иноуэ несколько раз в течение жизни менял имя:
- Китамацумару (北松丸) — 1902 г., имя данное при рождении.
- Ёитиро (要一郎) — 1909 г. — детское имя.
- Ёсихару (祥治) — 1920 г.
- Сэйсё (聖祥) — 1940 г.
- Хокэн (方軒) — 1948 г.
- Тэруёси (照祥) — 1971 г.
- Нориаки (鑑昭) — 1973 г.